# White Shadows in the South Seas
White Shadows in the South Seas (Brasil: Deus Branco / Portugal: Sombras Brancas nos Mares do Sul) é um filme norte-americano de 1928, do gênero drama, dirigido por W. S. Van Dyke e estrelado por Monte Blue e Raquel Torres.

## Notas sobre a produção

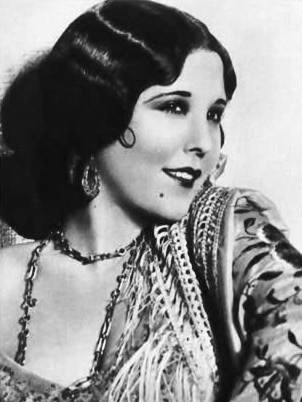
Raquel Torres nasceu no México em 11 de novembro de 1908 e foi educada em um convento de Los Angeles. White Shadows in the South Seas foi seu primeiro filme. Sua beleza exótica garantiu-lhe vários papéis no início do cinema sonoro. Abandonou a carreira após casar-se com rico empresário, em 1935. Viúva, casou-se com Jon Hall, em 1959. Faleceu em 1987.